# Capsule externe

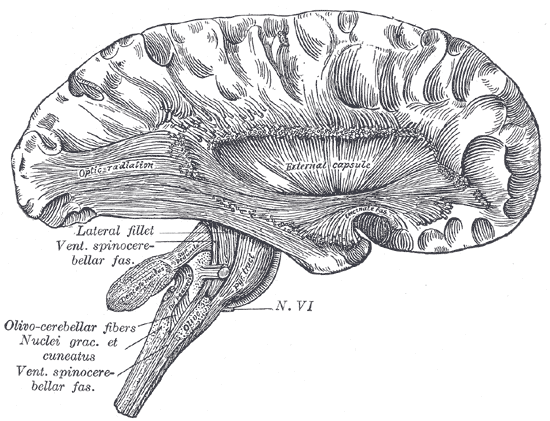
Dissection profonde du cortex et du tronc cérébral, la capsule externe est visible au centre (External capsule)

La capsule externe  (en latin : capsula externa) est un ensemble de tractus de fibres de substance blanche dans le cerveau (formées des axones). Ces fibres passent entre le segment le plus latéral (c'est-à-dire vers le côté de la tête) du noyau lenticulaire (plus précisément le putamen) et le claustrum (appelé également l'avant-mur).
La substance blanche de la capsule externe contient des fibres connues par les fibres d'association (en) corticocorticales, ces fibres sont responsables de relier le cortex cérébral avec une autre aire corticale. La capsule elle-même apparaît comme une mince feuille blanche de substance blanche.
La capsule externe est une voie pour les fibres cholinergiques (qui utilisent l'acétylcholine comme neurotransmetteur) allant du prosencéphale basal vers le cortex cérébral.
Le putamen sépare la capsule externe de la capsule interne médialement et le claustrum la sépare de la capsule extrême latéralement. Cependant,  la capsule externe rejoint éventuellement la capsule interne autour du noyau lenticulaire.

## Galerie

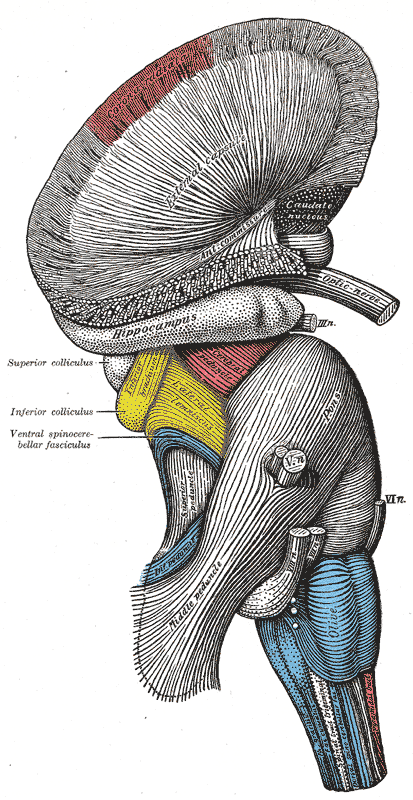
Vue latérale d'une dissection superficielle du tronc cérébral.
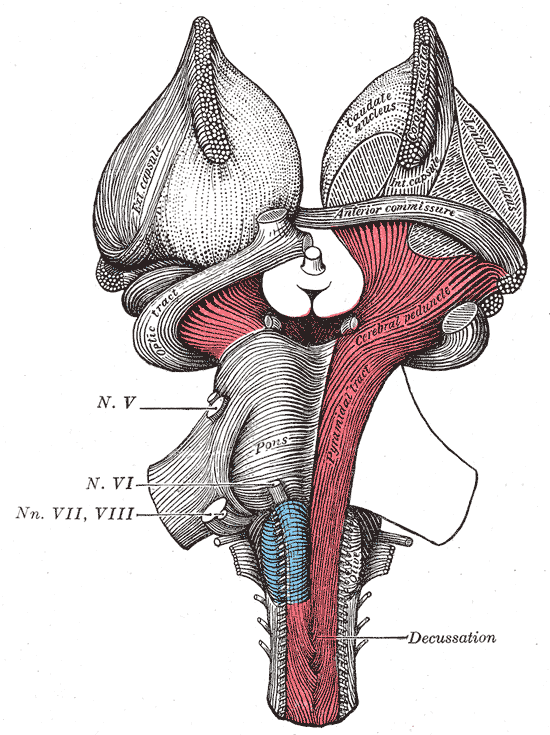
Vue ventrale d'une dissection superficielle du tronc cérébral.
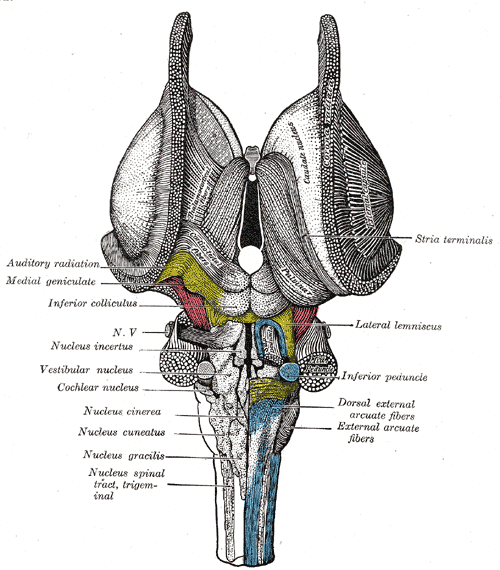
Vue dorsale d'une dissection du tronc cérébral.
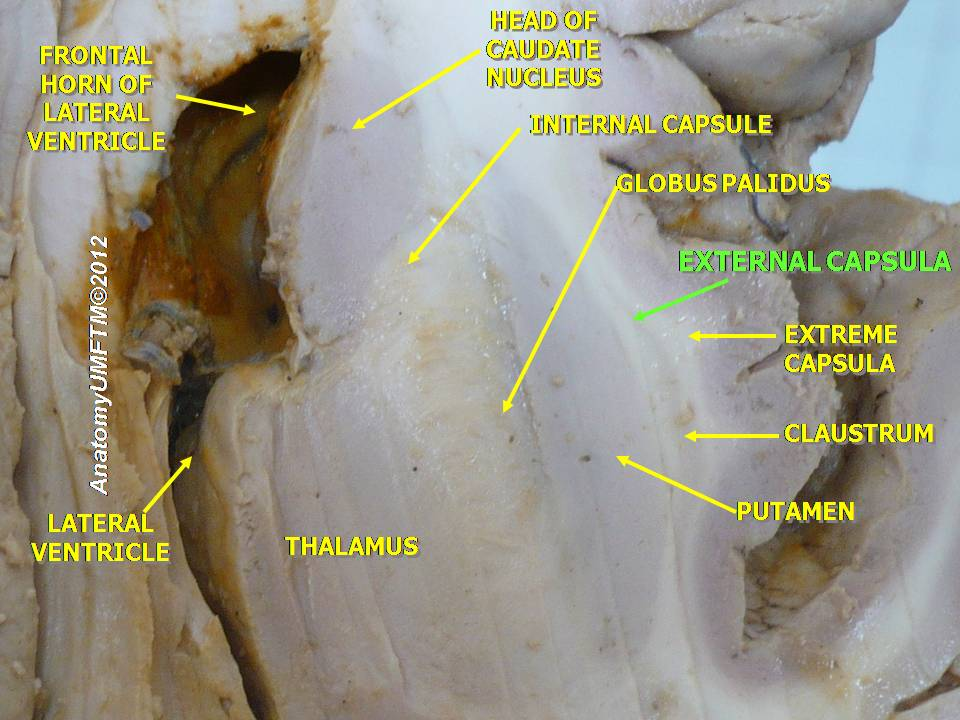
Capsule externe
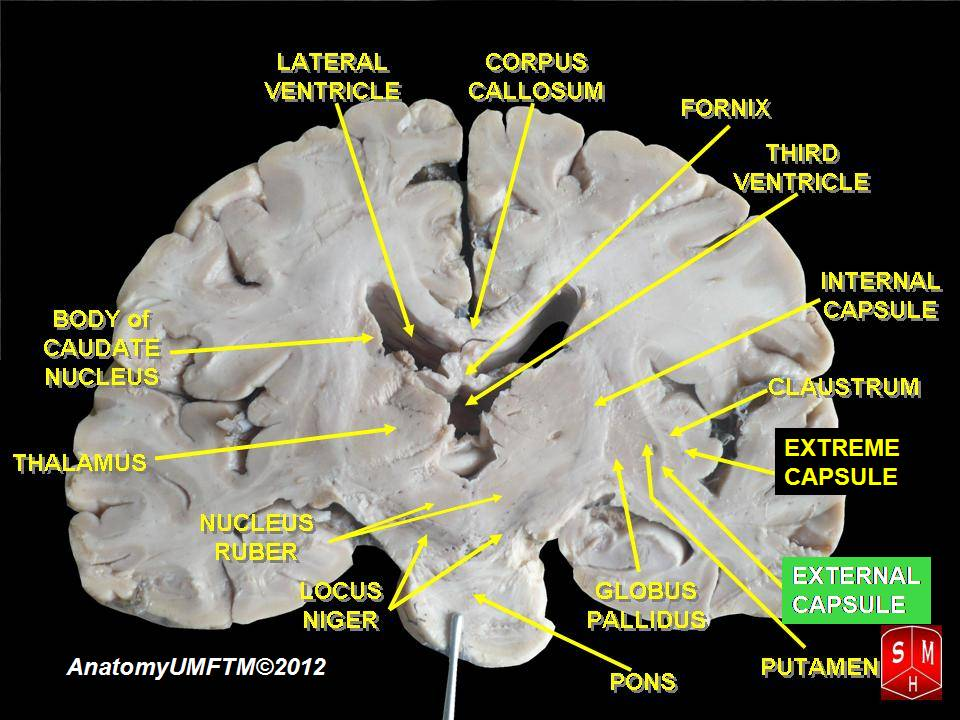
Capsule externe
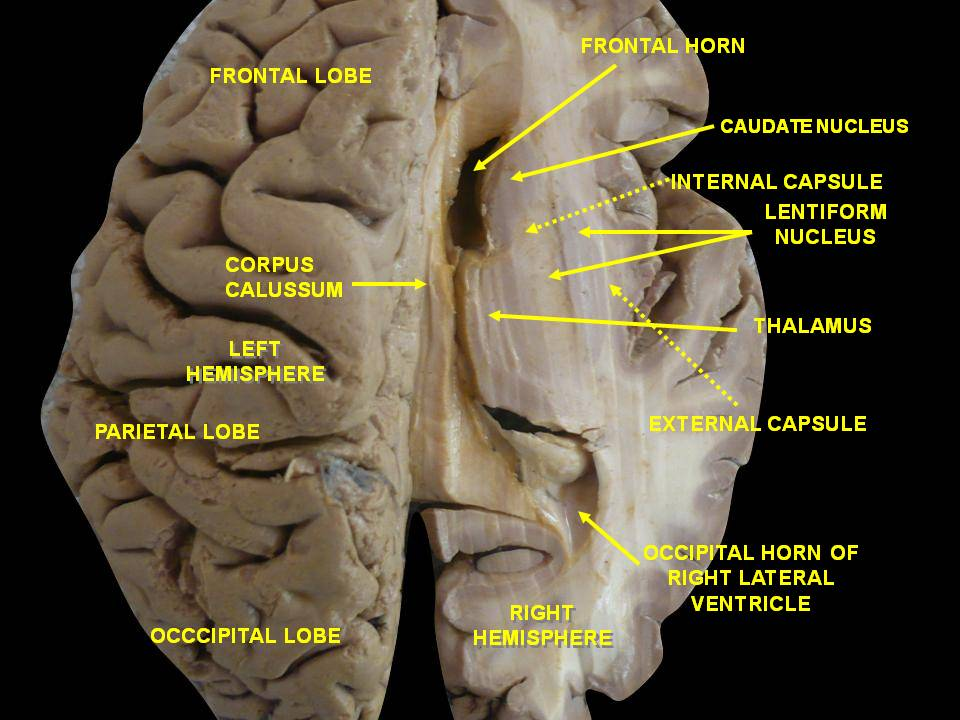
Vue supérieure d'une coupe horizontale d'une dissection profonde des ventricules du cerveau et des ganglions de la base.